# Isoperla citronella
Isoperla citronella är en bäcksländeart som först beskrevs av Newport 1851.  Isoperla citronella ingår i släktet Isoperla och familjen rovbäcksländor. Inga underarter finns listade i Catalogue of Life.